# Жул Дюмон-Дюрвил
Жул Себастиан Сезар Дюмон-Дюрвил (на френски: Jules Sébastien César Dumont d'Urville) е френски военноморски офицер, мореплавател, изследовател, океанограф, картограф, ботаник. Открива и изследва мястото на гибелта на експедицията на Жан-Франсоа Лаперуз.

## Ранни години (1790 – 1819)
Роден е на 23 май 1790 година в Конде-сюр-Нуаро, департамент Калвадос, в семейство на съдебен чиновник. Когато е на 7-годишна възраст баща му умира и с възпитанието му се занимават чичо му и майка му, която под влиянието на книгите на Жан-Жак Русо се старае синът ѝ да живее близо до природата, да се закалява, да бъде подвижен, ловък и здрав. Умее много добре да плува, лесно му се отдават всички науки, но има предпочитания към езиците.
През 1807 завършва хуманитарния факултет на лицея в Кан и по настояване на чичо си, който иска да го прави инженер кандидатства в Политехническия институт, но се проваля на приемните изпити. Дюмон-Дюрвил повече не се връща в института и се записва юнга на търговски кораб. Изпълнява съвестно задълженията си, а през свободното си време чете главно книги по навигация, физика, история, ботаника, география, лингвистика, ентомология, етнография и др. Скоро получава чин гардемарин, през 1810 – гардемарин 1-ви клас, а през 1812 – звание лейтенант.
През 1815 Дюмон-Дюрвил се жени за Адели Папен, дъщеря на часовникар, която му става спътник в живота до неговата смърт.

## Експедиционна дейност (1819 – 1840)

### Първо плаване в Средиземно и Черно море (1819 – 1821)
През 1819 година става помощник-капитан на кораба „Раковина“, с който до 1821 извършва ботанически, ентомоложки и археоложки изследвания по крайбрежията на Средиземно и Черно море.
През 1820, по време на престоя на кораба в Егейско море, Дюмон-Дюрвил научава, че някакъв гръцки селянин е намерил в Милос антична статуя с отчупена ръка. Заинтересува се от находката, отива, вижда и преценява – шедьовър. Без да се пазари веднага купува статуята и я докарва в Париж. Така в музея Лувър се появява Венера Милоска.
През 1821 чете доклад във Френската академия на науките, който предизвиква голям интерес. Той разказва за находката на Венера Милоска, изследването на остров Санторин – неговите геоложки особености и флора. През следващата година издава публикации на тази тема и продължава да се занимава с ентомология и ботаника около Париж и бреговете на Сена.

### Първо околосветско плаване (1822 – 1825)
През август 1821 година получава звание капитан-лейтенант и през 1822 – 1825 участва в околосветската експедиция на Луи Исидор Дюпере. По време на плаването събира хербарий и уникална колекция от насекоми (над 11 хиляди), много от които (над 300) са неизвестни дотогава за науката. След това пътешествие Дюмон-Дюрвил получава звание капитан 2-ри ранг.

### Второ околосветско плаване (1826 – 1829)
От април 1826 до 25 март 1829 г. на кораба „Астролабия“ извършва второ околосветско плаване. През 1827 изследва бреговете на Южния остров на Нова Зеландия. В архипелага Фиджи през 1827 открива островите Тотоя (18°57′ ю. ш. 179°48′ и. д. / 18.95° ю. ш. 179.8° и. д.) и Матуку (19°10′ ю. ш. 179°46′ и. д. / 19.166667° ю. ш. 179.766667° и. д.). На 11 юни край бреговете на остров Нова Каледония открива рифовете Астролабия. Откриване на част от североизточното крайбрежие на Нова Гвинея между 147° и 145° и.д., в т.ч. залива Астролабия (5°25′ ю. ш. 145°49′ и. д. / 5.416667° ю. ш. 145.816667° и. д.). Изследва и картира над 2000 км от северното крайбрежие на гигантския остров, в т.ч. откритите от него крайбрежните планини Торичели (1372 м) и Бевани (1617 м). На 2°35′ ю. ш. 140°45′ и. д. / 2.583333° ю. ш. 140.75° и. д. открива залива Хумболд (Телук-йос-Сударсо) и достига до Молукските о-ви. Оттам Дюмон-Дюрвил се насочва към Тасмания, където научава потресаваща новина. Година по-рано, през май 1826, на остров Ваникоро в архипелага Санта Крус, английския капитан Питър Дилън намира следите от изчезналата експедиция на Жан-Франсоа Лаперуз, когото мореплавателите търсят вече 40 години. Веднага се насочва натам и на 21 февруари 1828 на остров Ваникоро (11°39′ ю. ш. 166°54′ и. д. / 11.65° ю. ш. 166.9° и. д.) окончателно открива останките на загиналата експедиция на Жан-Франсоа Лаперуз и му издига паметник.
Експедицията изминава 25 хил. мили. Определени са координатите на повече от 150 острови в архипелазите Тонга и Фиджи, като някои от тях новооткрити. Изработени са 65 карти, стотици рисунки на ландшафта, портрети на островитяни, облекло, съдове, оръжие, огромен хербарий (над 7000 вида), колекции от насекоми и минерали. Всичко това е събрано в 4-ри тома „Voyage de la corvette l'Astrolabe...“, Paris, 1830 – 1833, v. I-IV („Пътешествие на Астролабия“) и атлас с 53 карти.
През януари 1832 година Дюмон-Дюрвил изнася доклад на заседание на Парижкото географско дружество, в който говори за общите проблеми на Океания: география, история, произход на местното население. По негово мнение, Океания следва да се раздели на 4 региона по антропологически признаци – Полинезия, Микронезия – населена с хора с по-светла кожа, Меланезия – с по-тъмна кожа и Малайзия. Скоро неговото предложение е прието се използва делението на Океания, което предлага Дюмон-Дюрвил.

### Трето околосветско плаване (1837 – 1840)
От 1837 до 1840 извършва плаване в Антарктика и Океания на корабите „Астролабия“ и „Зеле“.
През януари 1838 година корабите на Дюмон-Дюрвил преминават по маршрута на Джеймс Уедъл на юг, но срещат непроходими ледове, не успяват да стигнат до Южната полярна окръжност и се връщат обратно. Там са открити островите Жуенвил (27 февруари, 63°13′ ю. ш. 55°40′ з. д. / 63.216667° ю. ш. 55.666667° з. д.) и Астролабия (2 март, 63°16′ ю. ш. 58°45′ з. д. / 63.266667° ю. ш. 58.75° з. д.), а на 28 февруари – Земя Луи Филип.
През март и април 1839 изследва югозападното крайбрежие на Нова Гвинея и вижда във вътрешността на острова високи планини, които са част от Снежните планини. В края на март посещава залива Тритон (3°51′ ю. ш. 134°06′ и. д. / 3.85° ю. ш. 134.1° и. д.) на западното крайбрежие на Нова Гвинея и го изследва.
След близо двугодишно плаване в тропически води корабите на Дюмон-Дюрвил в края на 1839 година отново се насочват на юг от Австралия към Антарктида с цел определяне местоположението на Южния магнитен полюс. На 20 януари 1840 г., на 68°00′ ю. ш. 140°00′ и. д. / 68° ю. ш. 140° и. д., французите откриват част от крайбрежието на Антарктида, което Дюмон-Дюрвил нарича на името на жена си – Земя Адели, слизат на брега и издигат френското знаме. По-късно, през 1914 г., по настояване на Дъглас Моусън, морето миещо тези брегове е назовано на името на Дюмон-Дюрвил – море Д'Юрвил.
Вторият кораб „Зеле“, плаващ западно от „Астролабия“, на 30 януари, също се натъква на леден бряг и неговият командир, следвайки примера на началника на експедицията, назова в чест на своята жена – Бряг Клари (вторично, 66°45′ ю. ш. 133°00′ и. д. / 66.75° ю. ш. 133° и. д.). Същата година Дюмон-Дюрвил изследва южната част на архипелага Луизиада. В северната част на Торесовия проток, на 9°47′ ю. ш. 142°59′ и. д. / 9.783333° ю. ш. 142.983333° и. д., открива протока Мове.
Резултатите от тази му експедиция излизат в два тома след неговата смърт под названието „Voyage sur Pôle Sud et dans l'Oceanie sur les corvettes l'Astrolabe et Zelée executé par... l'année 1837 – 1840“, Paris, 1843 – 1850, v. I-II.

## Последни години (1840 – 1842)
През декември 1840 на Дюмон-Дюрвил е присвоено звание контраадмирал. Френското географско дружество го награждава със златен медал. Започва да подготвя издаването на новата си книга за пътешествието си в Антарктика, но загива трагично, заедно със съпругата и единствения си син в железопътна катастрофа на 8 май 1842 година връщайки се от празник във Версай. Погребан е в гробището Монпарнас в Париж.

## Памет
Неговото име носят:
- връх Дюрвил (63°28′ ю. ш. 57°52′ з. д. / 63.466667° ю. ш. 57.866667° з. д.) на полуостров Тринити, в най-северната част на Антарктическия п-ов;
- връх Дюрвил (50°49′ ю. ш. 166°09′ и. д. / 50.816667° ю. ш. 166.15° и. д.) на о-вите Окланд, южно от Нова Зеландия;
- Море Д'Юрвил (136° – 148° и.д.) в южната част на Индийския океан, край бреговете на Антарктида;
- нос Дюрвил на югозападното крайбрежие на Нова Гвинея;
- остров д'Юрвил (63°05′ ю. ш. 56°20′ з. д. / 63.083333° ю. ш. 56.333333° з. д.) в о-вите Жуенвил, североизточно от Антарктическия п-ов;
- остров Дюрвил (Нама, 6°59′ с. ш. 152°35′ и. д. / 6.983333° с. ш. 152.583333° и. д.) в Каролинските о-ви;
- остров Дюрвил (40°50′ ю. ш. 173°52′ и. д. / 40.833333° ю. ш. 173.866667° и. д.), северно от Южния остров на Нова Зеландия;
- полярна станция „Дюмон Дюрвил“ (66°40′ ю. ш. 140°01′ и. д. / 66.666667° ю. ш. 140.016667° и. д.) на Земя Адели, Антарктида;
- улица „Дюмон Дюрвил“ в Париж.